# Auf’m Höchsten
Auf’m Höchsten, auch Höchsten, ist eine Ortslage im Norden der bergischen Großstadt Wuppertal. Die Ortslage ist vollkommen in der innerstädtischen Bebauung des Stadtteils Elberfeld aufgegangen und nur noch durch einen Straßennamen erkenntlich.

## Lage und Beschreibung
Die Ortslage liegt auf einer Höhe von 187 m ü. NHN an der Straßen Höchsten in der Mitte des Wohnquartiers Nordstadt im Stadtbezirk Elberfeld. Benachbarte Ortslagen sind Unterer und Oberer Dorrenberg, Wüstenhof und das Stadtzentrum Elberfelds.
Etymologisch kann der Name mit der benachbarten Hochstraße in Verbindung gebracht werden, die ihren Namen sehr wahrscheinlich durch ihre topographische Lage Hoch über Elberfeld erhalten habe.

## Geschichte
Auf der Topographischen Aufnahme der Rheinlande von 1824 ist der nicht Ort verzeichnet, auf der Preußischen Uraufnahme von 1843 ist der Ort in der Wohnbebauung des nördlichen Elberfelds aufgegangen und als eigenständiger Wohnplatz nicht erkennbar.
1832 gehörte Auf’m Höchsten zur Mirker Rotte des ländlichen Außenbezirks des Kirchspiels und der Stadt Elberfeld. Der laut der Statistik und Topographie des Regierungsbezirks Düsseldorf als Ackergut und Handwerkerwohnung kategorisierte Ort wurde als Auf’m Höchsten bezeichnet und besaß zu dieser Zeit drei Wohnhäuser und zwei landwirtschaftliche Gebäude. Zu dieser Zeit lebten 79 Einwohner im Ort, davon 15 katholischen und 64 evangelischen Glaubens. 1815/1816 wurden noch keine Einwohner gezählt.
Die Straße an der Ortslage wurde 1827 Weg nach dem Wüstenhof genannt. Im Adressbuch von 1864 bis 1868/70 ist Ortslage als Auf’m Höchsten notiert. Die Wüstenhofer Straße, östlich der Ortslage, erhielt am 14. Dezember 1880 ihren Namen.
Am 15. Juli 1873 wurde der Weg nach dem Wüstenhof in Höchstenstraße und am 2. April 1901 in Höchsten umbenannt.